# Сражение при Тунчэне
Сражение при Тунчэне (кит. 的桐城战役) — военная операция, проводившаяся с середины ноября 1856 года по конец февраля 1857 года тайпинской армией под командованием Чэнь Юйчэна и Ли Сючэна на северном берегу Янцзы в провинции Аньхой.

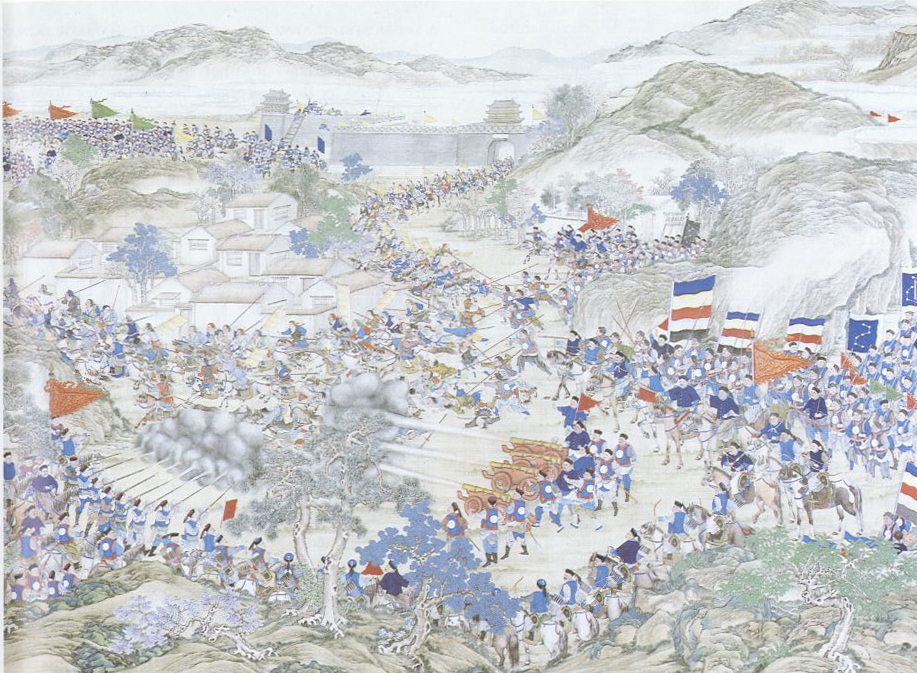
Сражение при Тунчэне

Катастрофа Северного похода и Тяньцзинский инцидент привели к ухудшению стратегического положения Тайпинского государства, и его армия фактически перешла от стратегического наступления к стратегической обороне. Единственным театром военных действий, где тайпины продолжали вести более активные бои, было левобережье Аньхой.
Цинское правительство решило воспользоваться ситуацией и предпринять наступление с севера силами маньчжурских и монгольских частей и войск губернатора Аньхоя в направлении Аньцина, контролировавшего водный путь по реки Янцзы. Затем предполагалось совместным ударом с пододошедшей с запада хунанской Сяньской армией Цзэн Гофаня захватить столицу тайпинов Нанкин.
У тайпинской армии во внутренних районах Аньхоя, кроме Аньцина, оставался только Тунчэн. Потеря Тунчэна грозила потерей плацдарма на левом берегу Янцзы и создавала угрозу непосредственно Аньцину. К этому времени цинское командование сконцентрировало более 10 000 солдат и создало более сотни лагерей вокруг Тунчэна и намеревалось атаковать город. В этой критической ситуации Ли Сючэн, которому было приказано возглавить оборону, 21 октября быстро двинулся к Тунчэну и занял его с отрядом в 6-7 тысяч человек. Каждый день происходили стычки с цинскими войсками, ни на час не умолкала артиллерийская перестрелка. Ему на помощь была отправлена 20-тысячная армия Чэнь Юйчэна. Полководцы решили отказаться от пассивной обороны города и стали проводить глубокие диверсии по тылам противника.
Оставив Ли Сючэна оборонять Тунчэн, Чэнь Юйчэн лично повел основные силы дневными и ночными форсированными маршами на восток вдоль реки Янцзы и одним махом вернул себе Увэй. После этого он без остановок прошел через Цантоу и перешёл через Юньцао и Хуанлуо. Затем он разгромил цинские войска в Дунгуане и захватил Чаосянь (сейчас Чаоху).
Цинское командование, не разгадав плана противника, допускало постоянные ошибки, перебрасывая свои войска с одного места в другое и тем самым раздробляло и рассредоточивало свои силы. Воспользовавшись частыми перемещениями войск противника и хаосом на линии фронта, Чэнь Юйчэн повернул назад и двинулся по южному берегу озера Чаоху Чаоху и подошёл к Луцзяну, который взял. Оставив гарнизон для защиты города, он двинулся на Бихэ, атаковал заставу Дагуань, обошел Тунчэн с тыла и перерезал коммуникации цинских войск.
Когда пути снабжения цинских войск оказались перерезанными, Чэнь Юйчэн атаковал части противника, осаждавшие город. Одновременно Ли Сючэн атаковал из самого города. Цинская армия потерпела поражение, и блокада Тунчэна была снята.
Затем тайпины воспользовались ситуацией и двинули свои войска тремя колоннами для преследования войск противника, захватив Шучэн, Саньхэ, Луань, Хошань, Хоцю, Иншань, Тайху и Цяньшань. Ли Сючэн разместил войска в Луане и Хошане, связался с няньцзюнями и передал им Хоцю в качестве базы для защиты севера Аньхоя. Чэнь Юйчэн расположил свои войска гарнизонами в Иншане, Тайху и Цяньшане и прикрыл Аньцин и Цзюцзян.
Победа при Тунчэне не только разрушила стратегические намерения цинской армии в среднем течении реки Янцзы, но дала Тайпинскому государству, находившемуся в серьезном кризисе из-за внутренних распрей, передышку, чтобы попытаться переломить ситуацию в войне.